# Constantin Vladimirski
Constantin Vladimirski, né le 18 mai 1185 et mort le 2 février 1218, est prince de Vladimir de 1217 à 1218.
Il est le fils aîné de Vsevolod III Vladimirski et de Maria Shvarnovna. En 1206, son père l'envoie régner à Novgorod, puis l'année suivante lui donne l'apanage de Rostov. En 1211, Vsevolod redistribue les apanages et le désigne comme successeur moyennant la cession de cette ville à son frère cadet Iouri. Constantin s'y refuse et son père en représailles désigne Iouri comme successeur à sa place.
À la mort de Vsevolod, la querelle entre ses deux fils plonge le pays dans l'anarchie. On voit surgir cinq apanages pour les fils du prince défunt : Tver, Riazan, Rostov, Iaroslav, Nijni Novgorod. Cette période entre 1212 et 1217 est connue sous le nom de « l'anarchie de la Grande Nichée »[réf. nécessaire].
Constantin bat Iouri en 1216 dans la plaine de Lipitsa après quoi il en fait son héritier et se retire à Rostov. Il meurt le 2 février 1218. 
De son union avec une fille de Mstislav de Smolensk épousée le 15 octobre 1195, il laisse trois fils :
- Vassilko, né le 7 décembre 1208, prince de Rostov en 1218 et assassiné par les Mongols le 4 mars 1238 après la bataille de la Sita ;

- Vsevolod, né le 18 juin 1210, prince de Iaroslav en 1218 et tué à la bataille de la Sita le 4 mars 1238 par les Mongols ;

- Vladimir Dimitri (1214-1249), prince d'Ouglitch.